# Sapogne-et-Feuchères
Sapogne-et-Feuchères é uma comuna francesa na região administrativa de Grande Leste, no departamento das Ardenas. Estende-se por uma área de 10,71 km². Em 2010 a comuna tinha 527 habitantes (densidade: 49,2 hab./km²).